# Ångermanlands södra domsagas tingslag
Ångermanlands södra domsagas tingslag var ett tingslag i Västernorrlands län. Dess område omfattade den östra delen av nuvarande Kramfors kommun i den södra delen av landskapet Ångermanland. År 1934 hade tingslaget 6 733 invånare på en yta av 2 303 km², varav land 2 153. Tingsställen var Härnösand samt Skidsta i Ullångers socken.
Tingslaget bildades den 1 september 1905 när de tre tidigare tingslagen Gudmundrå, Säbrå och Nora slogs samman. 1930 tillkom Nordingrå tingslag.  Tingslaget upplöstes 1971 och övergick i Härnösands domsaga som 2002 uppgick i Ångermanlands domsaga.
Tingslaget ingick i Ångermanlands södra domsaga, bildad 1882.

## Ingående områden

### Socknar
Ångermanlands södra domsagas tingslag omfattade tretton socknar.

Hörde till  Gudmundrå tingslag före 1 september 1905
- Gudmundrå
- Högsjö
- Hemsö

Hörde till Nora tingslag före 1 september 1905
- Bjärtrå
- Nora
- Skog

Hörde till Nordingrå tingslag före 1930
- Nordingrå
- Ullånger
- Vibyggerå

Hörde till Säbrå tingslag före 1 september 1905
- Häggdånger
- Stigsjö
- Säbrå
- Viksjö

### Kommuner (från 1952)
- Bjärtrå landskommun
- Högsjö landskommun
- Kramfors stad
- Noraströms landskommun
- Nordingrå landskommun
- Säbrå landskommun
- Ullångers landskommun

Härnösands stad hade egen jurisdiktion med rådhusrätt innan den 1965 kom att ingå i detta tingslag.